# Stanisław Fijałkowski
Stanisław Henryk Fijałkowski (n. 4 noiembrie 1922, Zdolbuniv, voievodatul Wołyń⁠(d), Polonia – d. 4 noiembrie 2020, Łódź, Polonia) a fost un pictor și grafician polonez, doctor honoris causa al Academiei de Arte Frumoase Władysław Strzemiński din Łódź. Unul dintre reprezentanții unui grup de avangardiști din Łódź aparținând așa-numitului „Cercul lui Strzemiński” (printre alții, alături de Lech Kunka⁠(d), Antoni Starczewski⁠(d) și Stefan Krygier⁠(d)), adică oameni adunați în jurul ideilor pictorului și lectorului Władysław Strzemiński.
A fost membru al Asociației Internaționale a Gravorilor în Lemn „XYLON”⁠(d), a ocupat și funcția de președinte al Secțiunii poloneze a acestei asociații, iar din 1990 a fost vicepreședintele Consiliului internațional al acesteia. În plus, în anii 1974-1979 a fost vicepreședintele Comitetului polonez AIAP (Association Internationale des Arts Plastiques⁠(d)), a fost membru al Academia Europeană de Științe și Arte⁠(d) din Salzburg și al Academia Regală a Belgiei⁠(d) cu sediul la Bruxelles.